# Néxar Delgado
Néxar Delgado (Pedernales, Ecuador, 12 de febrero de 1985). es un futbolista ecuatoriano. Juega la aposición de defensa, y su equipo actual es el Ciudad de Pedernales de la Segunda Categoría de Ecuador.

## Clubes
| Club                             | País    | Año       |
| -------------------------------- | ------- | --------- |
| Ciudad de Pedernales             | Ecuador | 2000      |
| Barcelona SC                     | Ecuador | 2001-2005 |
| Club Atlético Guayaquil (Cedido) | Ecuador | 2005      |
| Barcelona SC                     | Ecuador | 2005-2006 |
| Técnico Universitario            | Ecuador | 2007-2008 |
| Mushuc Runa SC                   | Ecuador | 2009      |
| Técnico Universitario            | Ecuador | 2010      |
| Deportivo Azogues                | Ecuador | 2011      |
| Liga de Portoviejo               | Ecuador | 2012-2013 |
| Universitario                    | Ecuador | 2014      |
| Pelileo SC                       | Ecuador | 2014      |
| Ciudad de Pedernales             | Ecuador | 2015      |